# Marital Adjustment Test
Der Marital Adjustment Test (MAT) ist eine Methode der Empirischen Sozialforschung. Er soll die Zufriedenheit innerhalb einer Ehe oder langfristigen Beziehung messen.
Den Test entwickelten die Sozialforscher Harvey Locke und Karl Wallace im Jahr 1959. Sie bauten dabei auf zahlreichen ähnlichen Tests auf, die seit den späten 1920ern entstanden waren. Diese Tests bestanden teilweise aus mehreren hundert Fragen und waren dementsprechend umfangreich in ihrer Beantwortung und Auswertung. Um ein praktikableres Verfahren zu entwickeln, wählten Wallace und Locke 15 Themengebiete aus, die die verschiedenen Bereiche einer langfristigen Beziehung bzw. Ehe weitestgehend abdecken. Der Test kann von einer Person mit Lesefertigkeiten auf Realschülerniveau in 10 Minuten beantwortet werden. Er enthält sowohl Multiplce-Choice-Fragen als auch Fragen nach Wertigkeiten auf einer Skale von 1 bis 6 bzw. 1 bis 7.
Aufgrund seiner weiten Verbreitung in der Praxis gilt er als beispielhaft für die zweite Generation kürzerer Tests in der Paarberatung. Neben der Dyadic Adjustment Scale ist er zudem vermutlich das wichtigste sozialwissenschaftliche Messinstrument für langfristige Partnerbeziehungen. Die Dyadic Adjustment Scale von 1976 baut dabei inhaltlich auf dem MAT auf. Ebenso galt er mindestens bis in die 1980er als Messlatte, an der andere Autoren ihre eigenen Tests abglichen.